# سیارک ۳۵۵۳
سیارک ۳۵۵۳ (به انگلیسی: 3553 Mera، نامگذاری:1985JA) سه هزار و پانصد و پنجاه و سومین سیارک کشف شده‌است که در ۱۴ مه ۱۹۸۵ کشف شد.
قدر مطلق سیارک برابر ۱۶٫۵۰ است.